# Чарчоглян Агасі Єнокович
Агасі Єнокович Чарчоглян (14 квітня 1907, село Гюллібулаг Тифліської губернії, тепер Грузія — 17 листопада 1975, місто Єреван, тепер Вірменія) — вірменський радянський діяч, секретар ЦК КП Вірменії, заступник голови Ради міністрів Вірменської РСР. Депутат Верховної ради Вірменської РСР. Кандидат педагогічних наук (1963).

## Життєпис
Член ВКП(б) з 1928 року.
У 1931 році закінчив Московський інститут фізичної культури.
У 1933—1939 роках — інструктор, завідувач відділу, заступник уповноваженого Комітету із заготівель сільськогосподарських продуктів при РНК СРСР по Вірменській РСР; уповноважений Народного комісаріату заготівель СРСР по Вірменській РСР.
У 1939—1941 роках — завідувач сільськогосподарського відділу ЦК КП(б) Вірменії.
У 1941 — 16 листопада 1943 року — секретар ЦК КП(б) Вірменії із кадрів.
16 листопада 1943 — 4 листопада 1946 року — 3-й секретар ЦК КП(б) Вірменії.
У 1946—1948 роках — слухач Вищої партійної школи при ЦК ВКП(б) у Москві.
27 листопада 1948 — 24 листопада 1952 року — заступник голови Ради міністрів Вірменської РСР.
У 1953 році — голова спортивного товариства «Колгоспник» Вірменської РСР.
У 1953—1961 роках — директор Єреванського державного інституту фізичної культури.
У 1961—1969 роках — голова Вірменської республіканської Спілки споживчої кооперації.
У 1969 — 17 листопада 1975 року — ректор Єреванського державного інституту фізичної культури.
Помер 17 листопада 1975 року в місті Єревані.

## Нагороди
- орден Леніна
- орден Трудового Червоного Прапора
- орден «Знак Пошани» (23.11.1940)
- медалі